# Laguncularia racemosa
Laguncularia racemosa är en tvåhjärtbladig växtart som först beskrevs av Carl von Linné, och fick sitt nu gällande namn av Gaertn. f.. Laguncularia racemosa ingår i släktet Laguncularia och familjen Combretaceae. Utöver nominatformen finns också underarten L. r. glabriflora.

## Bildgalleri

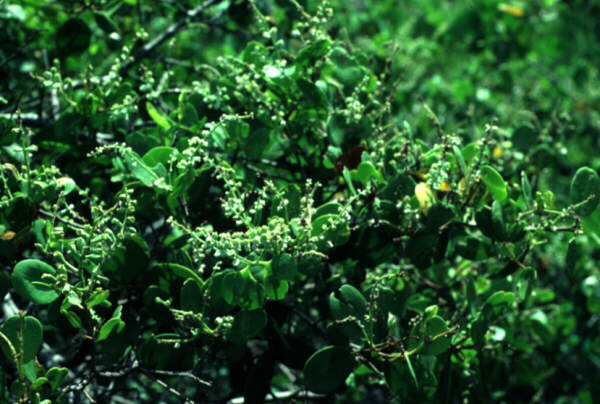
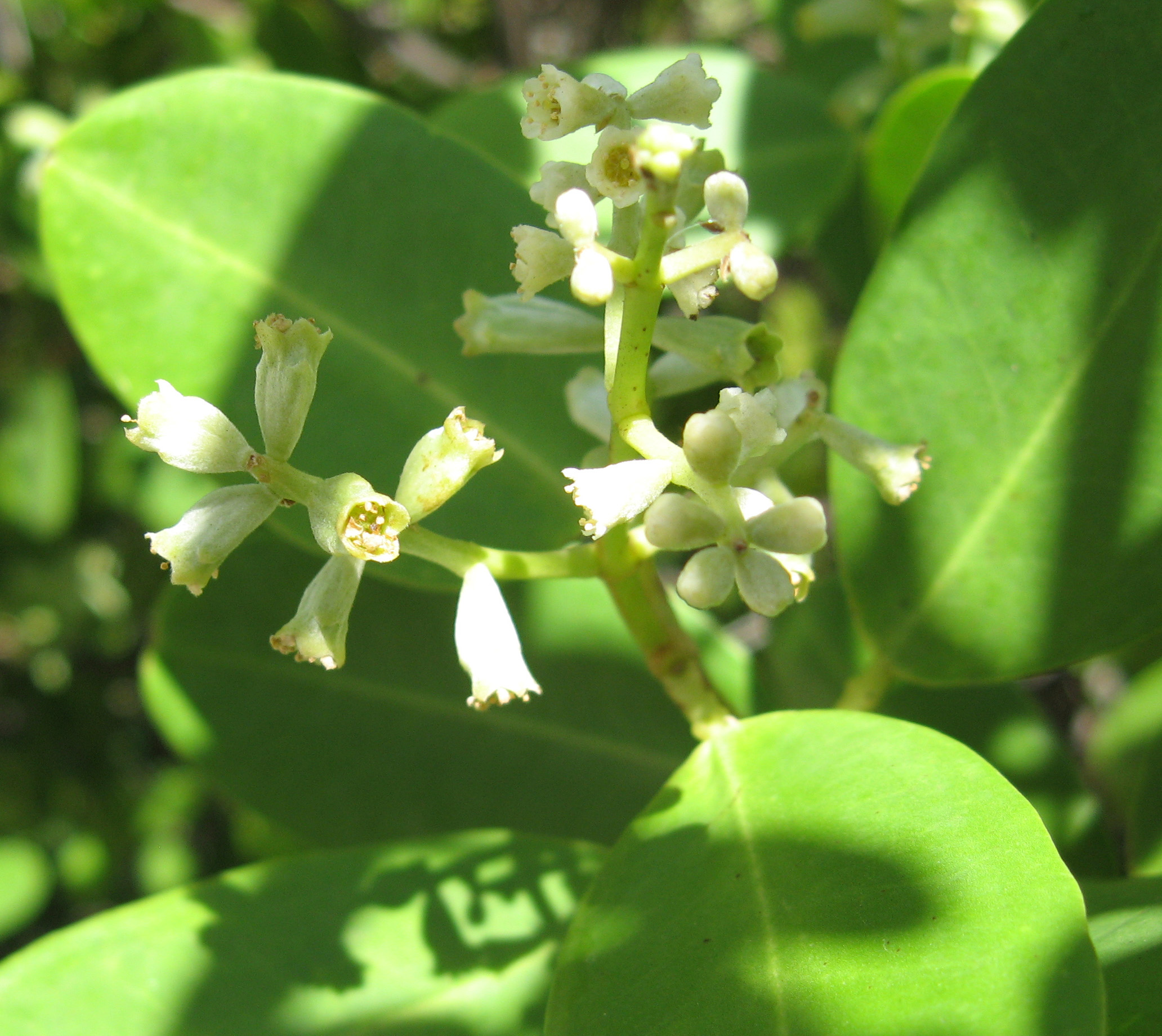
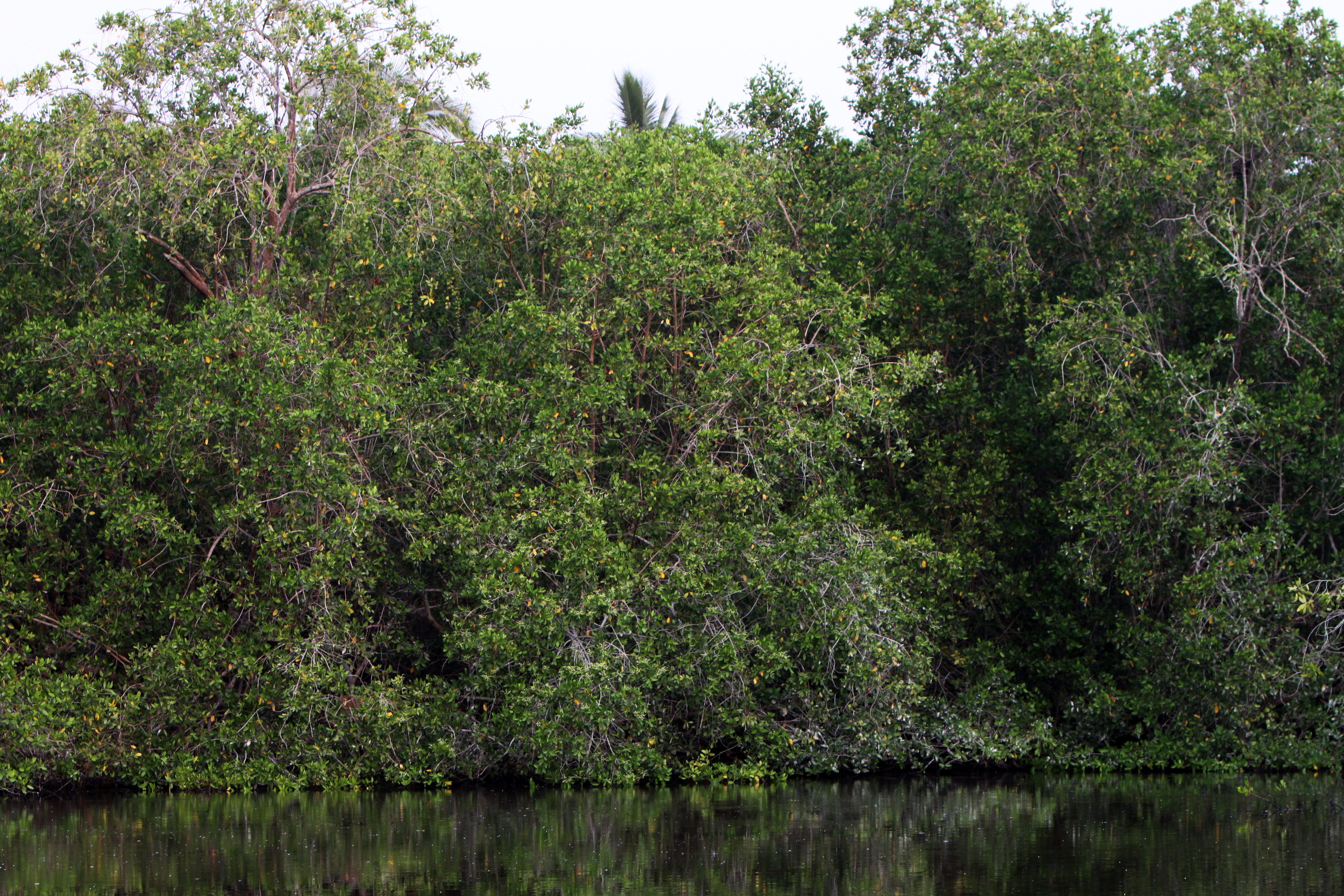
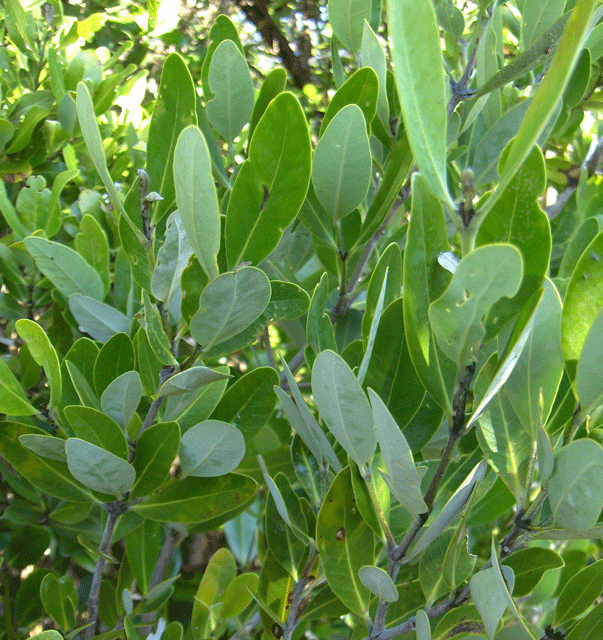